# Fibrat tangent
En matemàtiques, el fibrat tangent d'una varietat és la unió disjunta de tots els espais tangents en cada punt de la varietat.

## Definició com adreces de les corbes
Suposem que M és una varietat C  k , i φ: U → R  n  on U és un subconjunt obert de M, i n és la dimensió de la varietat, a la carta φ (.) a més suposi que T  p  M és l'espai tangent en un punt p de M. Llavors el fibrat tangent,
{\displaystyle {\begin{aligned}TM&=\bigsqcup _{x\in M}T_{x}M\\&=\bigcup _{x\in M}\left\{x\right\}\times T_{x}M\\&=\bigcup _{x\in M}\left\{(x,y)\mid y\in T_{x}M\right\}\\&=\left\{(x,y)\mid x\in M,\,y\in T_{x}M\right\}\end{aligned}}}
És útil, per distingir entre el fibrat i l'espai tangent, considerar les seves dimensions, 2n, n respectivament. És a dir, el fibrat tangent considera dimensions tant de les posicions en la varietat així com de les direccions tangents.
Com que es pot definir una funció de la projecció, π per a cada element del fibrat tangent que dona l'element a la varietat l'espai tangent conté el primer element, tot fibrat tangent és també un fibrat.